# KNVB Beker 2021/22 (mannen)
De KNVB Beker 2021/22, om sponsorredenen officieel de TOTO KNVB Beker genoemd, is de 104e editie van het toernooi om de KNVB Beker. De winnaar van de beker krijgt een ticket voor de play-off ronde van de Europa League.

## Speeldata
| Ronde                    | Loting                                                                     | Speeldata                  |
| ------------------------ | -------------------------------------------------------------------------- | -------------------------- |
| Eerste kwalificatieronde | 15 juli 2021                                                               | 14 augustus 2021           |
| Tweede kwalificatieronde | 19 augustus 2021                                                           | 21 en 22 september 2021    |
| Eerste ronde             | 25 september 2021                                                          | 26, 27 en 28 oktober 2021  |
| Tweede ronde             | 30 oktober 2021                                                            | 14, 15 en 16 december 2021 |
| Achtste finales          | 18 december 2021                                                           | 18, 19 en 20 januari 2022  |
| Kwartfinales             | 18 december 2021 (thuisspelende clubs) 22 januari 2022 (uitspelende clubs) | 8, 9 en 10 februari 2022   |
| Halve finales            | 22 januari 2022 (thuisspelende clubs) 12 februari 2022 (uitspelende clubs) | 2 en 3 maart 2022          |
| Finale                   | 12 februari 2022                                                           | 17 april 2022              |

## Wedstrijden

### Kwalificatierondes
De loting voor de eerste kwalificatieronde werd op 15 juli 2021 verricht door Oskar van Logtestijn, een speler van VV Hoogland, via het YouTube-kanaal van de KNVB.

#### Eerste kwalificatieronde
Voor de eerste kwalificatieronde waren 24 amateurverenigingen geplaatst, allen uit de Derde divisie. Door middel van loting werden 12 clubs vrijgeloot voor deze ronde. De overige 12 clubs streden om zes plekken in de Tweede kwalificatieronde. Alle wedstrijden vonden plaats op 14 augustus 2021.
|                            |                     |               |            |                                                                                          |
| 14 augustus 2021 17:00 uur | Ajax (amateurs)     | 2 – 1 (2 – 0) | EVV        | Stadion: Friendship Sports Centre, Amsterdam Toeschouwers: 125 Scheidsrechter: C. Mulder |
| 14 augustus 2021 17:00 uur | Bartels 7' Smal 13' |               | 63' Peters | Stadion: Friendship Sports Centre, Amsterdam Toeschouwers: 125 Scheidsrechter: C. Mulder |
| 14 augustus 2021 17:00 uur |                     |               |            | Stadion: Friendship Sports Centre, Amsterdam Toeschouwers: 125 Scheidsrechter: C. Mulder |
| 14 augustus 2021 17:00 uur |                     |               |            | Stadion: Friendship Sports Centre, Amsterdam Toeschouwers: 125 Scheidsrechter: C. Mulder |
|                            |                     |               |            |                                                                                          |

|                            |                   |               |                         |                                                                            |
| 14 augustus 2021 17:00 uur | Blauw Geel '38    | 1 – 2 (1 – 2) | FC Lisse                | Stadion: Prins Willem Alexander Sportpark, Veghel Scheidsrechter: D. Prick |
| 14 augustus 2021 17:00 uur | Van der Zanden 8' |               | 3' Tarani 33' Noordhoff | Stadion: Prins Willem Alexander Sportpark, Veghel Scheidsrechter: D. Prick |
| 14 augustus 2021 17:00 uur |                   |               |                         | Stadion: Prins Willem Alexander Sportpark, Veghel Scheidsrechter: D. Prick |
| 14 augustus 2021 17:00 uur |                   |               |                         | Stadion: Prins Willem Alexander Sportpark, Veghel Scheidsrechter: D. Prick |
|                            |                   |               |                         |                                                                            |

|                            |           |               |                                                         |                                                                                  |
| 14 augustus 2021 17:00 uur | Hollandia | 1 – 5 (1 – 1) | ACV                                                     | Stadion: Sportpark Julianapark, Hoorn Toeschouwers: 250 Scheidsrechter: L. Baars |
| 14 augustus 2021 17:00 uur | Deen 28'  |               | 45', 59' Quispel 46' Grevink 79' (e.d.) De Wit 90' Jagt | Stadion: Sportpark Julianapark, Hoorn Toeschouwers: 250 Scheidsrechter: L. Baars |
| 14 augustus 2021 17:00 uur |           |               |                                                         | Stadion: Sportpark Julianapark, Hoorn Toeschouwers: 250 Scheidsrechter: L. Baars |
| 14 augustus 2021 17:00 uur |           |               |                                                         | Stadion: Sportpark Julianapark, Hoorn Toeschouwers: 250 Scheidsrechter: L. Baars |
|                            |           |               |                                                         |                                                                                  |

|                            |                                                                             |                                      |                                                                            |                                                                                        |
| 14 augustus 2021 17:00 uur | HSC '21                                                                     | 1 – 1 (0 – 0, 0 – 0) n.v. 9 – 8 pen. | Excelsior '31                                                              | Stadion: Groot Scholtenhagen, Haaksbergen Toeschouwers: 600 Scheidsrechter: J. Kuipers |
| 14 augustus 2021 17:00 uur | Ottink 96'                                                                  |                                      | 102' Beverdam                                                              | Stadion: Groot Scholtenhagen, Haaksbergen Toeschouwers: 600 Scheidsrechter: J. Kuipers |
| 14 augustus 2021 17:00 uur | Strafschoppen                                                               |                                      |                                                                            | Stadion: Groot Scholtenhagen, Haaksbergen Toeschouwers: 600 Scheidsrechter: J. Kuipers |
| 14 augustus 2021 17:00 uur | Ottink Overgoor Scholten Schrijver Peterman Schepers Witbreuk Coolen Zwiers |                                      | Thomas Schets Werkhoven Van Beek Ezafzafi Beverdam Schmidt Bruinink Zwiers | Stadion: Groot Scholtenhagen, Haaksbergen Toeschouwers: 600 Scheidsrechter: J. Kuipers |
|                            |                                                                             |                                      |                                                                            |                                                                                        |

|                            |                                              |               |                                                |                                                                      |
| 14 augustus 2021 17:00 uur | JOS Watergraafsmeer                          | 1 – 5 (1 – 3) | Ter Leede                                      | Stadion: Sportpark Drieburg, Amsterdam Scheidsrechter: H. Michielsen |
| 14 augustus 2021 17:00 uur | Tol 21' Huijsman 32' (pen.) Klaassen-Bos 89' |               | 8', 71' Marti 19' Stijn 38' Hoekstra 90' Autar | Stadion: Sportpark Drieburg, Amsterdam Scheidsrechter: H. Michielsen |
| 14 augustus 2021 17:00 uur |                                              |               |                                                | Stadion: Sportpark Drieburg, Amsterdam Scheidsrechter: H. Michielsen |
| 14 augustus 2021 17:00 uur |                                              |               |                                                | Stadion: Sportpark Drieburg, Amsterdam Scheidsrechter: H. Michielsen |
|                            |                                              |               |                                                |                                                                      |

|                            |                                        |                                      |                                            |                                                                 |
| 14 augustus 2021 18:00 uur | DEM                                    | 1 – 1 (1 – 1, 1 – 1) n.v. 4 – 5 pen. | Sparta Nijkerk                             | Stadion: Sportpark Adrichem, Beverwijk Scheidsrechter: S. Spaan |
| 14 augustus 2021 18:00 uur | Owusu-Ansah 36'                        |                                      | 28' Van Groen                              | Stadion: Sportpark Adrichem, Beverwijk Scheidsrechter: S. Spaan |
| 14 augustus 2021 18:00 uur | Strafschoppen                          |                                      |                                            | Stadion: Sportpark Adrichem, Beverwijk Scheidsrechter: S. Spaan |
| 14 augustus 2021 18:00 uur | Kok Frimpong Man T. Verswijveren Altun |                                      | Bakkenes Makizodila Ahrens Krant De Ruiter | Stadion: Sportpark Adrichem, Beverwijk Scheidsrechter: S. Spaan |
|                            |                                        |                                      |                                            |                                                                 |

#### Tweede kwalificatieronde
Het toernooi om de KNVB Beker werd in seizoen 2020/21 door de coronamaatregelen in november abrupt beëindigd voor amateurs. Zoals toen toegezegd, mochten de amateurclubs die op dat moment nog in het bekertoernooi zaten dit jaar de eerste kwalificatieronde overslaan, evenals de clubs uit de Tweede divisie. Aan de Tweede kwalificatieronde nemen in totaal 50 amateurverenigingen deel. De wedstrijden worden gespeeld op 21 en 22 september 2021. De winnaars gaan naar het hoofdtoernooi. De loting voor de tweede kwalificatieronde is op 19 augustus 2021 verricht door Coen van der Waal, een speler van VV Sliedrecht, via het YouTube-kanaal van de KNVB.
|                             |                                                   |                           |                                   |                                                                      |
| 21 september 2021 20:00 uur | Achilles Veen                                     | 3 – 2 (2 – 2, 1 – 2) n.v. | DTS Ede                           | Stadion: Sportpark De Hanen Weide, Veen Scheidsrechter: F. Lodeweegs |
| 21 september 2021 20:00 uur | Verstraaten 20' Van Huijgevoort 82' Sebregts 112' |                           | 26' Holtman 45' Palm 30', 69' Lak | Stadion: Sportpark De Hanen Weide, Veen Scheidsrechter: F. Lodeweegs |
| 21 september 2021 20:00 uur |                                                   |                           |                                   | Stadion: Sportpark De Hanen Weide, Veen Scheidsrechter: F. Lodeweegs |
| 21 september 2021 20:00 uur |                                                   |                           |                                   | Stadion: Sportpark De Hanen Weide, Veen Scheidsrechter: F. Lodeweegs |
|                             |                                                   |                           |                                   |                                                                      |

|                             |                                                                 |               |            |                                                                            |
| 21 september 2021 20:00 uur | Ajax (amateurs)                                                 | 4 – 1 (0 – 0) | VVSB       | Stadion: Friendship Sports Centre, Amsterdam Scheidsrechter: J. van Dongen |
| 21 september 2021 20:00 uur | Van Aggele 61' Van der Slot 67' (e.d.) Moussa 68' De Jong 90+3' |               | 86' Halman | Stadion: Friendship Sports Centre, Amsterdam Scheidsrechter: J. van Dongen |
| 21 september 2021 20:00 uur |                                                                 |               |            | Stadion: Friendship Sports Centre, Amsterdam Scheidsrechter: J. van Dongen |
| 21 september 2021 20:00 uur |                                                                 |               |            | Stadion: Friendship Sports Centre, Amsterdam Scheidsrechter: J. van Dongen |
|                             |                                                                 |               |            |                                                                            |

|                             |             |               |                   | |
| 21 september 2021 20:00 uur | ASWH        | 1 – 0 (1 – 0) | H.V. & C.V. Quick | Stadion: Sportpark Schildman, Hendrik-Ido-Ambacht Toeschouwers: 250 Scheidsrechter: S. van Zuilichem |
| 21 september 2021 20:00 uur | Admiraal 6' |               |                   | Stadion: Sportpark Schildman, Hendrik-Ido-Ambacht Toeschouwers: 250 Scheidsrechter: S. van Zuilichem |
| 21 september 2021 20:00 uur |             |               |                   | Stadion: Sportpark Schildman, Hendrik-Ido-Ambacht Toeschouwers: 250 Scheidsrechter: S. van Zuilichem |
| 21 september 2021 20:00 uur |             |               |                   | Stadion: Sportpark Schildman, Hendrik-Ido-Ambacht Toeschouwers: 250 Scheidsrechter: S. van Zuilichem |
|                             |             |               |                   | |

|                             |                                      |               |              |                                                                         |
| 21 september 2021 20:00 uur | Barendrecht                          | 3 – 0 (1 – 0) | Scheveningen | Stadion: Sportpark de Bongerd, Barendrecht Scheidsrechter: L. Cantineau |
| 21 september 2021 20:00 uur | Monster 20' Bakour 48' Vorthoren 65' |               |              | Stadion: Sportpark de Bongerd, Barendrecht Scheidsrechter: L. Cantineau |
| 21 september 2021 20:00 uur |                                      |               |              | Stadion: Sportpark de Bongerd, Barendrecht Scheidsrechter: L. Cantineau |
| 21 september 2021 20:00 uur |                                      |               |              | Stadion: Sportpark de Bongerd, Barendrecht Scheidsrechter: L. Cantineau |
|                             |                                      |               |              |                                                                         |

|                             |                                        |                                      |                                            |                                                               |
| 21 september 2021 20:00 uur | DVS '33 Ermelo                         | 2 – 2 (2 – 2, 2 – 0) n.v. 4 – 2 pen. | Noordwijk                                  | Stadion: Sportpark DVS '33, Ermelo Scheidsrechter: W. Wiersma |
| 21 september 2021 20:00 uur | Kruisheer 25' Vloedgraven 45+1'        |                                      | 52' Bouwman 58' (pen.) Roshanali 74' Wendt | Stadion: Sportpark DVS '33, Ermelo Scheidsrechter: W. Wiersma |
| 21 september 2021 20:00 uur | Strafschoppen                          |                                      |                                            | Stadion: Sportpark DVS '33, Ermelo Scheidsrechter: W. Wiersma |
| 21 september 2021 20:00 uur | Huiskamp Van de Berg Kruisheer Pinarci |                                      | Bouwman Reynaers Bosma Rietveld            | Stadion: Sportpark DVS '33, Ermelo Scheidsrechter: W. Wiersma |
|                             |                                        |                                      |                                            |                                                               |

|                             |                                  |                           |                          |                                                                     |
| 21 september 2021 20:00 uur | FC Lisse                         | 1 – 2 (1 – 1, 1 – 1) n.v. | AFC                      | Stadion: Sportpark Ter Specke, Lisse Scheidsrechter: M. Eijgelsheim |
| 21 september 2021 20:00 uur | J. Zwetsloot 7' T. Zwetsloot 38' |                           | 32' De Mooij 97' Ignacio | Stadion: Sportpark Ter Specke, Lisse Scheidsrechter: M. Eijgelsheim |
| 21 september 2021 20:00 uur |                                  |                           |                          | Stadion: Sportpark Ter Specke, Lisse Scheidsrechter: M. Eijgelsheim |
| 21 september 2021 20:00 uur |                                  |                           |                          | Stadion: Sportpark Ter Specke, Lisse Scheidsrechter: M. Eijgelsheim |
|                             |                                  |                           |                          |                                                                     |

|                             |                     |               |                     |                                                                    |
| 21 september 2021 20:00 uur | GOES                | 1 – 2 (0 – 0) | DOVO                | Stadion: Sportpark Het Schenge, Goes Scheidsrechter: H. Michielsen |
| 21 september 2021 20:00 uur | Tiebosch 58' (pen.) |               | 75' Achefay 82' Hak | Stadion: Sportpark Het Schenge, Goes Scheidsrechter: H. Michielsen |
| 21 september 2021 20:00 uur |                     |               |                     | Stadion: Sportpark Het Schenge, Goes Scheidsrechter: H. Michielsen |
| 21 september 2021 20:00 uur |                     |               |                     | Stadion: Sportpark Het Schenge, Goes Scheidsrechter: H. Michielsen |
|                             |                     |               |                     |                                                                    |

|                             |                                          |                           |             |                                                                                    |
| 21 september 2021 20:00 uur | GVVV                                     | 3 – 1 (1 – 1, 1 – 1) n.v. | VVOG        | Stadion: Sportpark Panhuis, Veenendaal Toeschouwers: 700 Scheidsrechter: C. Mulder |
| 21 september 2021 20:00 uur | Bitter 2' Ten Thije 96' Van de Haar 110' |                           | 18' Dijkhof | Stadion: Sportpark Panhuis, Veenendaal Toeschouwers: 700 Scheidsrechter: C. Mulder |
| 21 september 2021 20:00 uur |                                          |                           |             | Stadion: Sportpark Panhuis, Veenendaal Toeschouwers: 700 Scheidsrechter: C. Mulder |
| 21 september 2021 20:00 uur |                                          |                           |             | Stadion: Sportpark Panhuis, Veenendaal Toeschouwers: 700 Scheidsrechter: C. Mulder |
|                             |                                          |                           |             |                                                                                    |

|                             |                |                                    |         |                                                                        |
| 21 september 2021 20:00 uur | HHC Hardenberg | 0 – 2 n.v.                         | Capelle | Stadion: Sportpark De Boshoek, Hardenberg Scheidsrechter: R. Vereijken |
| 21 september 2021 20:00 uur |                | 95' Slabbekoorn 109' Van der Sande |         | Stadion: Sportpark De Boshoek, Hardenberg Scheidsrechter: R. Vereijken |
| 21 september 2021 20:00 uur |                |                                    |         | Stadion: Sportpark De Boshoek, Hardenberg Scheidsrechter: R. Vereijken |
| 21 september 2021 20:00 uur |                |                                    |         | Stadion: Sportpark De Boshoek, Hardenberg Scheidsrechter: R. Vereijken |
|                             |                |                                    |         |                                                                        |

|                             |                           |               |                                      |                                                         |
| 21 september 2021 20:00 uur | Hoek                      | 2 – 3 (2 – 1) | SteDoCo                              | Stadion: Sportpark Denoek, Hoek Scheidsrechter: N. Boel |
| 21 september 2021 20:00 uur | Schalkwijk 19' Impens 28' |               | 34' Verheul 53' Schröder 90+2' Hiwat | Stadion: Sportpark Denoek, Hoek Scheidsrechter: N. Boel |
| 21 september 2021 20:00 uur |                           |               |                                      | Stadion: Sportpark Denoek, Hoek Scheidsrechter: N. Boel |
| 21 september 2021 20:00 uur |                           |               |                                      | Stadion: Sportpark Denoek, Hoek Scheidsrechter: N. Boel |
|                             |                           |               |                                      |                                                         |

|                             |                                                       |                           |               |                                                                                           |
| 21 september 2021 20:00 uur | IJsselmeervogels                                      | 3 – 1 (1 – 1, 1 – 0) n.v. | Sportlust '46 | Stadion: Sportpark De Westmaat, Spakenburg Toeschouwers: 1.250 Scheidsrechter: R. Gansner |
| 21 september 2021 20:00 uur | Tadmine 42' Poepon 93' Tekfaoui 107' Ramdas 85', 116' |                           | 68' Verhagen  | Stadion: Sportpark De Westmaat, Spakenburg Toeschouwers: 1.250 Scheidsrechter: R. Gansner |
| 21 september 2021 20:00 uur |                                                       |                           |               | Stadion: Sportpark De Westmaat, Spakenburg Toeschouwers: 1.250 Scheidsrechter: R. Gansner |
| 21 september 2021 20:00 uur |                                                       |                           |               | Stadion: Sportpark De Westmaat, Spakenburg Toeschouwers: 1.250 Scheidsrechter: R. Gansner |
|                             |                                                       |                           |               |                                                                                           |

|                             |          |               |                             |                                                                       |
| 21 september 2021 20:00 uur | ODIN '59 | 1 – 2 (1 – 1) | De Treffers                 | Stadion: Sportpark Assumburg, Heemskerk Scheidsrechter: B. van Kommer |
| 21 september 2021 20:00 uur | Kooge 2' |               | 44' Maertzdorf 90+3' Zwanen | Stadion: Sportpark Assumburg, Heemskerk Scheidsrechter: B. van Kommer |
| 21 september 2021 20:00 uur |          |               |                             | Stadion: Sportpark Assumburg, Heemskerk Scheidsrechter: B. van Kommer |
| 21 september 2021 20:00 uur |          |               |                             | Stadion: Sportpark Assumburg, Heemskerk Scheidsrechter: B. van Kommer |
|                             |          |               |                             |                                                                       |

|                             |            |                                 |                  |                                                                                            |
| 21 september 2021 20:00 uur | Quick Boys | 0 – 2 (0 – 0)                   | Rijnsburgse Boys | Stadion: Sportpark Nieuw Zuid, Katwijk Toeschouwers: 2.500 Scheidsrechter: J. van der Laan |
| 21 september 2021 20:00 uur |            | 50' Zeldenrust 59' Van der Moot |                  | Stadion: Sportpark Nieuw Zuid, Katwijk Toeschouwers: 2.500 Scheidsrechter: J. van der Laan |
| 21 september 2021 20:00 uur |            |                                 |                  | Stadion: Sportpark Nieuw Zuid, Katwijk Toeschouwers: 2.500 Scheidsrechter: J. van der Laan |
| 21 september 2021 20:00 uur |            |                                 |                  | Stadion: Sportpark Nieuw Zuid, Katwijk Toeschouwers: 2.500 Scheidsrechter: J. van der Laan |
|                             |            |                                 |                  |                                                                                            |

|                             |                                  |            |            |                                                                        |
| 21 september 2021 20:00 uur | Sparta Nijkerk                   | 2 – 0 n.v. | Sliedrecht | Stadion: Sportpark De Ebbenhorst, Nijkerk Scheidsrechter: P. Henshuijs |
| 21 september 2021 20:00 uur | Buitenhuis 115' Fransberg 120+2' |            |            | Stadion: Sportpark De Ebbenhorst, Nijkerk Scheidsrechter: P. Henshuijs |
| 21 september 2021 20:00 uur |                                  |            |            | Stadion: Sportpark De Ebbenhorst, Nijkerk Scheidsrechter: P. Henshuijs |
| 21 september 2021 20:00 uur |                                  |            |            | Stadion: Sportpark De Ebbenhorst, Nijkerk Scheidsrechter: P. Henshuijs |
|                             |                                  |            |            |                                                                        |

|                             |                            |               |                                               |                                                                                 |
| 21 september 2021 20:00 uur | VV Katwijk                 | 2 – 3 (2 – 2) | Harkemase Boys                                | Stadion: Sportpark De Krom, Katwijk Toeschouwers: 700 Scheidsrechter: L. Timmer |
| 21 september 2021 20:00 uur | El Azzouti 13' Freriks 36' |               | 26' (e.d.) Esseboom 41' Bouius 75' Margaritha | Stadion: Sportpark De Krom, Katwijk Toeschouwers: 700 Scheidsrechter: L. Timmer |
| 21 september 2021 20:00 uur |                            |               |                                               | Stadion: Sportpark De Krom, Katwijk Toeschouwers: 700 Scheidsrechter: L. Timmer |
| 21 september 2021 20:00 uur |                            |               |                                               | Stadion: Sportpark De Krom, Katwijk Toeschouwers: 700 Scheidsrechter: L. Timmer |
|                             |                            |               |                                               |                                                                                 |

|                             |                           |               |                        |                                                                                       |
| 22 september 2021 20:00 uur | ADO '20                   | 2 – 1 (1 – 0) | Koninklijke HFC        | Stadion: Sportpark de Vlotter, Heemskerk Toeschouwers: 650 Scheidsrechter: C. Ruperti |
| 22 september 2021 20:00 uur | Tesselaar 30' Mazreku 86' |               | 70' Brandsma 80' Prins | Stadion: Sportpark de Vlotter, Heemskerk Toeschouwers: 650 Scheidsrechter: C. Ruperti |
| 22 september 2021 20:00 uur |                           |               |                        | Stadion: Sportpark de Vlotter, Heemskerk Toeschouwers: 650 Scheidsrechter: C. Ruperti |
| 22 september 2021 20:00 uur |                           |               |                        | Stadion: Sportpark de Vlotter, Heemskerk Toeschouwers: 650 Scheidsrechter: C. Ruperti |
|                             |                           |               |                        |                                                                                       |

|                             |                                 |               |              |                                                                   |
| 22 september 2021 20:00 uur | Gemert                          | 3 – 1 (2 – 0) | TEC          | Stadion: Sportpark Molenbroek, Gemert Scheidsrechter: R. Hensgens |
| 22 september 2021 20:00 uur | Den Dekker 13', 89' Daniëls 19' |               | 49' Van Rijn | Stadion: Sportpark Molenbroek, Gemert Scheidsrechter: R. Hensgens |
| 22 september 2021 20:00 uur |                                 |               |              | Stadion: Sportpark Molenbroek, Gemert Scheidsrechter: R. Hensgens |
| 22 september 2021 20:00 uur |                                 |               |              | Stadion: Sportpark Molenbroek, Gemert Scheidsrechter: R. Hensgens |
|                             |                                 |               |              |                                                                   |

|                             |            |               |           |                                                                   |
| 22 september 2021 20:00 uur | GVV Unitas | 1 – 0 (1 – 0) | Ter Leede | Stadion: Sportpark Molenvliet, Gorinchem Scheidsrechter: S. Spaan |
| 22 september 2021 20:00 uur | Hak 7'     |               |           | Stadion: Sportpark Molenvliet, Gorinchem Scheidsrechter: S. Spaan |
| 22 september 2021 20:00 uur |            |               |           | Stadion: Sportpark Molenvliet, Gorinchem Scheidsrechter: S. Spaan |
| 22 september 2021 20:00 uur |            |               |           | Stadion: Sportpark Molenvliet, Gorinchem Scheidsrechter: S. Spaan |
|                             |            |               |           |                                                                   |

|                             |                                                  |                                      |                                        |                                                                                    |
| 22 september 2021 20:00 uur | USV Hercules                                     | 1 – 1 (1 – 1, 1 – 0) n.v. 3 – 4 pen. | ACV                                    | Stadion: Sportpark Voordorp, Utrecht Toeschouwers: 250 Scheidsrechter: M. Dogterom |
| 22 september 2021 20:00 uur | Van Gorkom 12'                                   |                                      | 90+3' Huser                            | Stadion: Sportpark Voordorp, Utrecht Toeschouwers: 250 Scheidsrechter: M. Dogterom |
| 22 september 2021 20:00 uur | Strafschoppen                                    |                                      |                                        | Stadion: Sportpark Voordorp, Utrecht Toeschouwers: 250 Scheidsrechter: M. Dogterom |
| 22 september 2021 20:00 uur | Hoogveld Carmelia El Bouzidi Pieters Van Rooijen |                                      | Prljić Huser Schans Spijkerman Quispel | Stadion: Sportpark Voordorp, Utrecht Toeschouwers: 250 Scheidsrechter: M. Dogterom |
|                             |                                                  |                                      |                                        |                                                                                    |

|                             |          |               |               |                                                                  |
| 22 september 2021 20:00 uur | Hoogland | 0 – 1 (0 – 1) | Westlandia    | Stadion: Sportpark Langenoord, Hoogland Scheidsrechter: D. Prick |
| 22 september 2021 20:00 uur | Said 72' |               | 29' Memişoğlu | Stadion: Sportpark Langenoord, Hoogland Scheidsrechter: D. Prick |
| 22 september 2021 20:00 uur |          |               |               | Stadion: Sportpark Langenoord, Hoogland Scheidsrechter: D. Prick |
| 22 september 2021 20:00 uur |          |               |               | Stadion: Sportpark Langenoord, Hoogland Scheidsrechter: D. Prick |
|                             |          |               |               |                                                                  |

|                             |                       |               |                  |                                                                       |
| 22 september 2021 20:00 uur | Kozakken Boys         | 2 – 0 (1 – 0) | RKSV Groene Ster | Stadion: Sportpark De Zwaaier, Werkendam Scheidsrechter: M. de Bruijn |
| 22 september 2021 20:00 uur | Stout 14' Lommers 57' |               |                  | Stadion: Sportpark De Zwaaier, Werkendam Scheidsrechter: M. de Bruijn |
| 22 september 2021 20:00 uur |                       |               |                  | Stadion: Sportpark De Zwaaier, Werkendam Scheidsrechter: M. de Bruijn |
| 22 september 2021 20:00 uur |                       |               |                  | Stadion: Sportpark De Zwaaier, Werkendam Scheidsrechter: M. de Bruijn |
|                             |                       |               |                  |                                                                       |

|                             |     |                                              |                     |                                                                         |
| 22 september 2021 20:00 uur | OFC | 0 – 2 n.v.                                   | Excelsior Maassluis | Stadion: Sportpark Oostzanerwerf, Amsterdam Scheidsrechter: S. Shukrula |
| 22 september 2021 20:00 uur |     | 17' (pen.) Ouali 101', 120+2' De Brito Ramos |                     | Stadion: Sportpark Oostzanerwerf, Amsterdam Scheidsrechter: S. Shukrula |
| 22 september 2021 20:00 uur |     |                                              |                     | Stadion: Sportpark Oostzanerwerf, Amsterdam Scheidsrechter: S. Shukrula |
| 22 september 2021 20:00 uur |     |                                              |                     | Stadion: Sportpark Oostzanerwerf, Amsterdam Scheidsrechter: S. Shukrula |
|                             |     |                                              |                     |                                                                         |

|                             |                       |               |              |                                                                           |
| 22 september 2021 20:00 uur | Staphorst             | 3 – 1 (1 – 0) | Dongen       | Stadion: Sportpark Het Noorderslag, Staphorst Scheidsrechter: T. Hardeman |
| 22 september 2021 20:00 uur | Reuvers 20', 64', 89' |               | 75' Van Bree | Stadion: Sportpark Het Noorderslag, Staphorst Scheidsrechter: T. Hardeman |
| 22 september 2021 20:00 uur |                       |               |              | Stadion: Sportpark Het Noorderslag, Staphorst Scheidsrechter: T. Hardeman |
| 22 september 2021 20:00 uur |                       |               |              | Stadion: Sportpark Het Noorderslag, Staphorst Scheidsrechter: T. Hardeman |
|                             |                       |               |              |                                                                           |

|                             |                                                                                    |               |              |                                                                                       |
| 22 september 2021 20:00 uur | SV Spakenburg                                                                      | 5 – 2 (2 – 1) | UNA          | Stadion: Sportpark De Westmaat, Spakenburg Toeschouwers: 649 Scheidsrechter: S. Dröge |
| 22 september 2021 20:00 uur | Van der Linden 21' Eindhoven 43' Van Lopik 59' Schilder 72' Van Zundert 80' (pen.) |               | 41', 71' Koç | Stadion: Sportpark De Westmaat, Spakenburg Toeschouwers: 649 Scheidsrechter: S. Dröge |
| 22 september 2021 20:00 uur |                                                                                    |               |              | Stadion: Sportpark De Westmaat, Spakenburg Toeschouwers: 649 Scheidsrechter: S. Dröge |
| 22 september 2021 20:00 uur |                                                                                    |               |              | Stadion: Sportpark De Westmaat, Spakenburg Toeschouwers: 649 Scheidsrechter: S. Dröge |
|                             |                                                                                    |               |              |                                                                                       |

|                             |                            |               |                   |                                                                  |
| 22 september 2021 20:45 uur | OSS '20                    | 2 – 1 (1 – 1) | HSC '21           | Stadion: Sportpark de Rusheuvel, Oss Scheidsrechter: L. Tissingh |
| 22 september 2021 20:45 uur | Peltzer 20' Pijnenburg 71' |               | 14' Van der Weide | Stadion: Sportpark de Rusheuvel, Oss Scheidsrechter: L. Tissingh |
| 22 september 2021 20:45 uur |                            |               |                   | Stadion: Sportpark de Rusheuvel, Oss Scheidsrechter: L. Tissingh |
| 22 september 2021 20:45 uur |                            |               |                   | Stadion: Sportpark de Rusheuvel, Oss Scheidsrechter: L. Tissingh |
|                             |                            |               |                   |                                                                  |

### Hoofdtoernooi
Aan het hoofdtoernooi doen de volgende clubs mee: de 25 winnaars uit de tweede voorronde, aangevuld met 34 betaaldvoetbalclubs.

#### Eerste ronde
De clubs die dit seizoen deelnamen aan de groepsfase van een Europees clubtoernooi (Ajax, AZ, Feyenoord, PSV en Vitesse) zijn vrijgesteld voor deze ronde, die eind oktober wordt afgewerkt. De amateurverenigingen speelden thuis bij loting tegen een betaaldvoetbalorganisatie. De loting in de ESPN-studio werd op 25 september 2021 verricht door Thomas Verhaar en Rydell Poepon. De wedstrijden van de eerste ronde vonden plaats op 26, 27 en 28 oktober 2021.
|                           |         |                                                               |            |                                                                                          |
| 26 oktober 2021 18:45 uur | SteDoCo | 0 – 5 (0 – 2)                                                 | FC Utrecht | Stadion: Sportpark SteDoCo, Hoornaar Toeschouwers: 2.300 Scheidsrechter: S. van der Eijk |
| 26 oktober 2021 18:45 uur |         | 17' Balk 41' Boussaid 54' Maher 79' Sylla 90+2' Van de Streek |            | Stadion: Sportpark SteDoCo, Hoornaar Toeschouwers: 2.300 Scheidsrechter: S. van der Eijk |
| 26 oktober 2021 18:45 uur |         |                                                               |            | Stadion: Sportpark SteDoCo, Hoornaar Toeschouwers: 2.300 Scheidsrechter: S. van der Eijk |
| 26 oktober 2021 18:45 uur |         |                                                               |            | Stadion: Sportpark SteDoCo, Hoornaar Toeschouwers: 2.300 Scheidsrechter: S. van der Eijk |
|                           |         |                                                               |            |                                                                                          |

|                           |     |                        |                |                                                                               |
| 26 oktober 2021 20:00 uur | ACV | 0 – 3 (0 – 2)          | MVV Maastricht | Stadion: Catawiki-Sportpark, Assen Toeschouwers: 1.350 Scheidsrechter: A. Bos |
| 26 oktober 2021 20:00 uur |     | 17', 19', 90+3' Remans |                | Stadion: Catawiki-Sportpark, Assen Toeschouwers: 1.350 Scheidsrechter: A. Bos |
| 26 oktober 2021 20:00 uur |     |                        |                | Stadion: Catawiki-Sportpark, Assen Toeschouwers: 1.350 Scheidsrechter: A. Bos |
| 26 oktober 2021 20:00 uur |     |                        |                | Stadion: Catawiki-Sportpark, Assen Toeschouwers: 1.350 Scheidsrechter: A. Bos |
|                           |     |                        |                |                                                                               |

|                           |              |               |                                      | |
| 26 oktober 2021 20:00 uur | ASWH         | 1 – 3 (0 – 1) | Heracles Almelo                      | Stadion: Sportpark Schildman, Hendrik-Ido-Ambacht Toeschouwers: 1.500 Scheidsrechter: L. Cantineau |
| 26 oktober 2021 20:00 uur | Admiraal 56' |               | 32', 90+4' Vloet 87' (e.d.) Verhoeve | Stadion: Sportpark Schildman, Hendrik-Ido-Ambacht Toeschouwers: 1.500 Scheidsrechter: L. Cantineau |
| 26 oktober 2021 20:00 uur |              |               |                                      | Stadion: Sportpark Schildman, Hendrik-Ido-Ambacht Toeschouwers: 1.500 Scheidsrechter: L. Cantineau |
| 26 oktober 2021 20:00 uur |              |               |                                      | Stadion: Sportpark Schildman, Hendrik-Ido-Ambacht Toeschouwers: 1.500 Scheidsrechter: L. Cantineau |
|                           |              |               |                                      | |

|                           |                 |               |                |                                                                                  |
| 26 oktober 2021 20:00 uur | DVS '33 Ermelo  | 2 – 1 (1 – 0) | FC Eindhoven   | Stadion: Sportpark DVS '33, Ermelo Toeschouwers: 1.027 Scheidsrechter: L. Timmer |
| 26 oktober 2021 20:00 uur | Roemeon 9', 47' |               | 90+6' Dahlhaus | Stadion: Sportpark DVS '33, Ermelo Toeschouwers: 1.027 Scheidsrechter: L. Timmer |
| 26 oktober 2021 20:00 uur |                 |               |                | Stadion: Sportpark DVS '33, Ermelo Toeschouwers: 1.027 Scheidsrechter: L. Timmer |
| 26 oktober 2021 20:00 uur |                 |               |                | Stadion: Sportpark DVS '33, Ermelo Toeschouwers: 1.027 Scheidsrechter: L. Timmer |
|                           |                 |               |                |                                                                                  |

|                           |                 |                           |                                              |                                                                     |
| 26 oktober 2021 20:00 uur | Kozakken Boys   | 1 – 2 (1 – 1, 0 – 1) n.v. | Telstar                                      | Stadion: Sportpark De Zwaaier, Werkendam Scheidsrechter: I. Oostrom |
| 26 oktober 2021 20:00 uur | Van Ingen 90+3' |                           | 24' (pen.) Plet 104' Overtoom 36', 115' Plet | Stadion: Sportpark De Zwaaier, Werkendam Scheidsrechter: I. Oostrom |
| 26 oktober 2021 20:00 uur |                 |                           |                                              | Stadion: Sportpark De Zwaaier, Werkendam Scheidsrechter: I. Oostrom |
| 26 oktober 2021 20:00 uur |                 |                           |                                              | Stadion: Sportpark De Zwaaier, Werkendam Scheidsrechter: I. Oostrom |
|                           |                 |                           |                                              |                                                                     |

|                           |             |                               |          |                                                                                 |
| 26 oktober 2021 20:00 uur | FC Volendam | 0 – 3 (0 – 0)                 | FC Emmen | Stadion: Kras Stadion, Volendam Toeschouwers: 2.047 Scheidsrechter: J. Manschot |
| 26 oktober 2021 20:00 uur |             | 53', 89' Mendes 79' Assehnoun |          | Stadion: Kras Stadion, Volendam Toeschouwers: 2.047 Scheidsrechter: J. Manschot |
| 26 oktober 2021 20:00 uur |             |                               |          | Stadion: Kras Stadion, Volendam Toeschouwers: 2.047 Scheidsrechter: J. Manschot |
| 26 oktober 2021 20:00 uur |             |                               |          | Stadion: Kras Stadion, Volendam Toeschouwers: 2.047 Scheidsrechter: J. Manschot |
|                           |             |                               |          |                                                                                 |

|                           |                |                          |              |                                                                                               |
| 26 oktober 2021 20:00 uur | Sparta Nijkerk | 0 – 2 (0 – 0)            | ADO Den Haag | Stadion: Sportpark De Ebbenhorst, Nijkerk Toeschouwers: 2.850 Scheidsrechter: J. van der Laan |
| 26 oktober 2021 20:00 uur |                | 76' Verheydt 84' Rottier |              | Stadion: Sportpark De Ebbenhorst, Nijkerk Toeschouwers: 2.850 Scheidsrechter: J. van der Laan |
| 26 oktober 2021 20:00 uur |                |                          |              | Stadion: Sportpark De Ebbenhorst, Nijkerk Toeschouwers: 2.850 Scheidsrechter: J. van der Laan |
| 26 oktober 2021 20:00 uur |                |                          |              | Stadion: Sportpark De Ebbenhorst, Nijkerk Toeschouwers: 2.850 Scheidsrechter: J. van der Laan |
|                           |                |                          |              |                                                                                               |

|                           |                                                      |               |                    |                                                                                     |
| 26 oktober 2021 20:00 uur | PEC Zwolle                                           | 4 – 1 (1 – 0) | De Graafschap      | Stadion: MAC³PARK stadion, Zwolle Toeschouwers: 9.128 Scheidsrechter: P. van Boekel |
| 26 oktober 2021 20:00 uur | Nakayama 42' Saymak 52' Huiberts 62' Fernandes 90+3' |               | 82' (pen.) Konings | Stadion: MAC³PARK stadion, Zwolle Toeschouwers: 9.128 Scheidsrechter: P. van Boekel |
| 26 oktober 2021 20:00 uur |                                                      |               |                    | Stadion: MAC³PARK stadion, Zwolle Toeschouwers: 9.128 Scheidsrechter: P. van Boekel |
| 26 oktober 2021 20:00 uur |                                                      |               |                    | Stadion: MAC³PARK stadion, Zwolle Toeschouwers: 9.128 Scheidsrechter: P. van Boekel |
|                           |                                                      |               |                    |                                                                                     |

|                           |                          |               |              |                                                                                             |
| 26 oktober 2021 20:00 uur | Roda JC Kerkrade         | 2 – 1 (0 – 1) | FC Den Bosch | Stadion: Parkstad Limburg Stadion, Kerkrade Toeschouwers: 4.500 Scheidsrechter: J. Kamphuis |
| 26 oktober 2021 20:00 uur | Livramento 53' Vente 90' |               | 38' Kuijpers | Stadion: Parkstad Limburg Stadion, Kerkrade Toeschouwers: 4.500 Scheidsrechter: J. Kamphuis |
| 26 oktober 2021 20:00 uur |                          |               |              | Stadion: Parkstad Limburg Stadion, Kerkrade Toeschouwers: 4.500 Scheidsrechter: J. Kamphuis |
| 26 oktober 2021 20:00 uur |                          |               |              | Stadion: Parkstad Limburg Stadion, Kerkrade Toeschouwers: 4.500 Scheidsrechter: J. Kamphuis |
|                           |                          |               |              |                                                                                             |

|                           |                                    |               |              |                                                                                          |
| 26 oktober 2021 20:00 uur | SV Spakenburg                      | 3 – 0 (3 – 0) | FC Dordrecht | Stadion: Sportpark De Westmaat, Spakenburg Toeschouwers: 825 Scheidsrechter: J. Rozendal |
| 26 oktober 2021 20:00 uur | Junte 5' Zeeman 41' Schilder 45+1' |               |              | Stadion: Sportpark De Westmaat, Spakenburg Toeschouwers: 825 Scheidsrechter: J. Rozendal |
| 26 oktober 2021 20:00 uur |                                    |               |              | Stadion: Sportpark De Westmaat, Spakenburg Toeschouwers: 825 Scheidsrechter: J. Rozendal |
| 26 oktober 2021 20:00 uur |                                    |               |              | Stadion: Sportpark De Westmaat, Spakenburg Toeschouwers: 825 Scheidsrechter: J. Rozendal |
|                           |                                    |               |              |                                                                                          |

|                           |                                   |                                      |                                 |                                                                                             |
| 26 oktober 2021 21:00 uur | NAC Breda                         | 1 – 1 (0 – 0, 0 – 1) n.v. 4 – 2 pen. | VVV-Venlo                       | Stadion: Rat Verlegh Stadion, Breda Toeschouwers: 11.635 Scheidsrechter: M. van den Kerkhof |
| 26 oktober 2021 21:00 uur | Haye 89'                          |                                      | 33' Leliendal                   | Stadion: Rat Verlegh Stadion, Breda Toeschouwers: 11.635 Scheidsrechter: M. van den Kerkhof |
| 26 oktober 2021 21:00 uur | Strafschoppen                     |                                      |                                 | Stadion: Rat Verlegh Stadion, Breda Toeschouwers: 11.635 Scheidsrechter: M. van den Kerkhof |
| 26 oktober 2021 21:00 uur | Adiléhou Bakker Van Schuppen Haye |                                      | Braken Koglin Van Dijck De Boer | Stadion: Rat Verlegh Stadion, Breda Toeschouwers: 11.635 Scheidsrechter: M. van den Kerkhof |
|                           |                                   |                                      |                                 |                                                                                             |

|                           |         |                                                |           |                                                                                |
| 27 oktober 2021 18:45 uur | OSS '20 | 0 – 2 (0 – 1)                                  | FC Twente | Stadion: Frans Heesenstadion, Oss Toeschouwers: 1.600 Scheidsrechter: M. Pérez |
| 27 oktober 2021 18:45 uur |         | 15', 90+3' Zerrouki 34' (pen.) Van Wolfswinkel |           | Stadion: Frans Heesenstadion, Oss Toeschouwers: 1.600 Scheidsrechter: M. Pérez |
| 27 oktober 2021 18:45 uur |         |                                                |           | Stadion: Frans Heesenstadion, Oss Toeschouwers: 1.600 Scheidsrechter: M. Pérez |
| 27 oktober 2021 18:45 uur |         |                                                |           | Stadion: Frans Heesenstadion, Oss Toeschouwers: 1.600 Scheidsrechter: M. Pérez |
|                           |         |                                                |           |                                                                                |

|                           |                                          |               |            |                                                                                   |
| 27 oktober 2021 20:00 uur | Achilles Veen                            | 4 – 0 (2 – 0) | GVV Unitas | Stadion: Sportpark De Hanen Weide, Veen Toeschouwers: 530 Scheidsrechter: N. Smit |
| 27 oktober 2021 20:00 uur | Koenen 27', 45' Sebregts 56' Geeroms 73' |               |            | Stadion: Sportpark De Hanen Weide, Veen Toeschouwers: 530 Scheidsrechter: N. Smit |
| 27 oktober 2021 20:00 uur |                                          |               |            | Stadion: Sportpark De Hanen Weide, Veen Toeschouwers: 530 Scheidsrechter: N. Smit |
| 27 oktober 2021 20:00 uur |                                          |               |            | Stadion: Sportpark De Hanen Weide, Veen Toeschouwers: 530 Scheidsrechter: N. Smit |
|                           |                                          |               |            |                                                                                   |

|                           |                 |                           |                                       |                                                                                           |
| 27 oktober 2021 20:00 uur | ADO '20         | 2 – 3 (2 – 2, 2 – 1) n.v. | Barendrecht                           | Stadion: Sportpark de Vlotter, Heemskerk Toeschouwers: 400 Scheidsrechter: M. Eijgelsheim |
| 27 oktober 2021 20:00 uur | Brenna 13', 33' |                           | 30' Van Dijk 74' Husen 120+2' Jongman | Stadion: Sportpark de Vlotter, Heemskerk Toeschouwers: 400 Scheidsrechter: M. Eijgelsheim |
| 27 oktober 2021 20:00 uur |                 |                           |                                       | Stadion: Sportpark de Vlotter, Heemskerk Toeschouwers: 400 Scheidsrechter: M. Eijgelsheim |
| 27 oktober 2021 20:00 uur |                 |                           |                                       | Stadion: Sportpark de Vlotter, Heemskerk Toeschouwers: 400 Scheidsrechter: M. Eijgelsheim |
|                           |                 |                           |                                       |                                                                                           |

|                           |             |               |                               |                                                                                          |
| 27 oktober 2021 20:00 uur | AFC         | 1 – 2 (1 – 0) | sc Heerenveen                 | Stadion: Sportpark Goed Genoeg, Amsterdam Toeschouwers: 4.000 Scheidsrechter: R. Martens |
| 27 oktober 2021 20:00 uur | Maatsen 18' |               | 76' H. Veerman 79' Stevanović | Stadion: Sportpark Goed Genoeg, Amsterdam Toeschouwers: 4.000 Scheidsrechter: R. Martens |
| 27 oktober 2021 20:00 uur |             |               |                               | Stadion: Sportpark Goed Genoeg, Amsterdam Toeschouwers: 4.000 Scheidsrechter: R. Martens |
| 27 oktober 2021 20:00 uur |             |               |                               | Stadion: Sportpark Goed Genoeg, Amsterdam Toeschouwers: 4.000 Scheidsrechter: R. Martens |
|                           |             |               |                               |                                                                                          |

|                           |             |                                 |                 |                                                                                  |
| 27 oktober 2021 20:00 uur | Almere City | 0 – 2 (0 – 1)                   | Go Ahead Eagles | Stadion: Yanmar Stadion, Almere Toeschouwers: 1.730 Scheidsrechter: S. Gözübüyük |
| 27 oktober 2021 20:00 uur |             | 16' (pen.) Brouwers 70' Córdoba |                 | Stadion: Yanmar Stadion, Almere Toeschouwers: 1.730 Scheidsrechter: S. Gözübüyük |
| 27 oktober 2021 20:00 uur |             |                                 |                 | Stadion: Yanmar Stadion, Almere Toeschouwers: 1.730 Scheidsrechter: S. Gözübüyük |
| 27 oktober 2021 20:00 uur |             |                                 |                 | Stadion: Yanmar Stadion, Almere Toeschouwers: 1.730 Scheidsrechter: S. Gözübüyük |
|                           |             |                                 |                 |                                                                                  |

|                           |         |                           |        |                                                                                               |
| 27 oktober 2021 20:00 uur | Capelle | 0 – 3 (0 – 2)             | N.E.C. | Stadion: Sportpark 't Slot, Capelle aan den IJssel Toeschouwers: 1.250 Scheidsrechter: M. Vos |
| 27 oktober 2021 20:00 uur |         | 4', 41' Tavşan 63' Romeny |        | Stadion: Sportpark 't Slot, Capelle aan den IJssel Toeschouwers: 1.250 Scheidsrechter: M. Vos |
| 27 oktober 2021 20:00 uur |         |                           |        | Stadion: Sportpark 't Slot, Capelle aan den IJssel Toeschouwers: 1.250 Scheidsrechter: M. Vos |
| 27 oktober 2021 20:00 uur |         |                           |        | Stadion: Sportpark 't Slot, Capelle aan den IJssel Toeschouwers: 1.250 Scheidsrechter: M. Vos |
|                           |         |                           |        |                                                                                               |

|                           |                                                               |                                      |                                                    |                                                                                   |
| 27 oktober 2021 20:00 uur | De Treffers                                                   | 2 – 2 (1 – 1, 1 – 0) n.v. 6 – 5 pen. | Rijnsburgse Boys                                   | Stadion: Sportpark Zuid, Groesbeek Toeschouwers: 1.000 Scheidsrechter: L. Gerrets |
| 27 oktober 2021 20:00 uur | Ten Den 7' R. Janssen 107'                                    |                                      | 61' Artien 42', 88' Koomen 99' Zeldenrust          | Stadion: Sportpark Zuid, Groesbeek Toeschouwers: 1.000 Scheidsrechter: L. Gerrets |
| 27 oktober 2021 20:00 uur | Strafschoppen                                                 |                                      |                                                    | Stadion: Sportpark Zuid, Groesbeek Toeschouwers: 1.000 Scheidsrechter: L. Gerrets |
| 27 oktober 2021 20:00 uur | Ippel Maertzdorf Campman R. Janssen Ten Den Kornelis Versteeg |                                      | Magan Gielisse Asante Hudepohl Ros Artien Monteiro | Stadion: Sportpark Zuid, Groesbeek Toeschouwers: 1.000 Scheidsrechter: L. Gerrets |
|                           |                                                               |                                      |                                                    |                                                                                   |

|                           |                            |               |         |                                                                                       |
| 27 oktober 2021 20:00 uur | Fortuna Sittard            | 3 – 0 (2 – 0) | TOP Oss | Stadion: Fortuna Sittard Stadion, Sittard Toeschouwers: 3.053 Scheidsrechter: K. Blom |
| 27 oktober 2021 20:00 uur | Seuntjens 29' Cox 39', 51' |               |         | Stadion: Fortuna Sittard Stadion, Sittard Toeschouwers: 3.053 Scheidsrechter: K. Blom |
| 27 oktober 2021 20:00 uur |                            |               |         | Stadion: Fortuna Sittard Stadion, Sittard Toeschouwers: 3.053 Scheidsrechter: K. Blom |
| 27 oktober 2021 20:00 uur |                            |               |         | Stadion: Fortuna Sittard Stadion, Sittard Toeschouwers: 3.053 Scheidsrechter: K. Blom |
|                           |                            |               |         |                                                                                       |

|                           |      |                           |                  |                                                                                       |
| 27 oktober 2021 20:00 uur | GVVV | 0 – 2 (0 – 0)             | Sparta Rotterdam | Stadion: Sportpark Panhuis, Veenendaal Toeschouwers: 2.000 Scheidsrechter: R. Gansner |
| 27 oktober 2021 20:00 uur |      | 59' Engels 87' Van Crooij |                  | Stadion: Sportpark Panhuis, Veenendaal Toeschouwers: 2.000 Scheidsrechter: R. Gansner |
| 27 oktober 2021 20:00 uur |      |                           |                  | Stadion: Sportpark Panhuis, Veenendaal Toeschouwers: 2.000 Scheidsrechter: R. Gansner |
| 27 oktober 2021 20:00 uur |      |                           |                  | Stadion: Sportpark Panhuis, Veenendaal Toeschouwers: 2.000 Scheidsrechter: R. Gansner |
|                           |      |                           |                  |                                                                                       |

|                           |                          |                           |                |                                                                                |
| 27 oktober 2021 20:00 uur | Harkemase Boys           | 2 – 1 (1 – 1, 1 – 0) n.v. | DOVO           | Stadion: Sportpark De Bosk, Harkema Toeschouwers: 750 Scheidsrechter: S. Dröge |
| 27 oktober 2021 20:00 uur | Visser 19' Bentum 105+2' |                           | 80' Van Nispen | Stadion: Sportpark De Bosk, Harkema Toeschouwers: 750 Scheidsrechter: S. Dröge |
| 27 oktober 2021 20:00 uur |                          |                           |                | Stadion: Sportpark De Bosk, Harkema Toeschouwers: 750 Scheidsrechter: S. Dröge |
| 27 oktober 2021 20:00 uur |                          |                           |                | Stadion: Sportpark De Bosk, Harkema Toeschouwers: 750 Scheidsrechter: S. Dröge |
|                           |                          |                           |                |                                                                                |

|                           |                  |                                           |           |                                                                                            |
| 27 oktober 2021 20:00 uur | IJsselmeervogels | 0 – 3 (0 – 1)                             | Excelsior | Stadion: Sportpark De Westmaat, Spakenburg Toeschouwers: 1.400 Scheidsrechter: R. Hensgens |
| 27 oktober 2021 20:00 uur |                  | 5', 52' Botermans 58' Niemeijer 90' Buter |           | Stadion: Sportpark De Westmaat, Spakenburg Toeschouwers: 1.400 Scheidsrechter: R. Hensgens |
| 27 oktober 2021 20:00 uur |                  |                                           |           | Stadion: Sportpark De Westmaat, Spakenburg Toeschouwers: 1.400 Scheidsrechter: R. Hensgens |
| 27 oktober 2021 20:00 uur |                  |                                           |           | Stadion: Sportpark De Westmaat, Spakenburg Toeschouwers: 1.400 Scheidsrechter: R. Hensgens |
|                           |                  |                                           |           |                                                                                            |

|                           |           |                                           |        |                                                                                                |
| 27 oktober 2021 20:00 uur | Staphorst | 0 – 3 (0 – 1)                             | Gemert | Stadion: Sportpark Het Noorderslag, Staphorst Toeschouwers: 1.000 Scheidsrechter: R. Dieperink |
| 27 oktober 2021 20:00 uur |           | 44' Van den Broek 77' Kemper 80' Van Loon |        | Stadion: Sportpark Het Noorderslag, Staphorst Toeschouwers: 1.000 Scheidsrechter: R. Dieperink |
| 27 oktober 2021 20:00 uur |           |                                           |        | Stadion: Sportpark Het Noorderslag, Staphorst Toeschouwers: 1.000 Scheidsrechter: R. Dieperink |
| 27 oktober 2021 20:00 uur |           |                                           |        | Stadion: Sportpark Het Noorderslag, Staphorst Toeschouwers: 1.000 Scheidsrechter: R. Dieperink |
|                           |           |                                           |        |                                                                                                |

|                           |                         |               |                                                            |                                                                                            |
| 27 oktober 2021 20:00 uur | Westlandia              | 2 – 5 (0 – 2) | Excelsior Maassluis                                        | Stadion: Sportpark De Hoge Bomen, Naaldwijk Toeschouwers: 2.437 Scheidsrechter: C. Ruperti |
| 27 oktober 2021 20:00 uur | Bransen 82' Van Ree 84' |               | 14' (pen.), 64' Urbanus 39' El Baad 80' Heuvelman 85' Muis | Stadion: Sportpark De Hoge Bomen, Naaldwijk Toeschouwers: 2.437 Scheidsrechter: C. Ruperti |
| 27 oktober 2021 20:00 uur |                         |               |                                                            | Stadion: Sportpark De Hoge Bomen, Naaldwijk Toeschouwers: 2.437 Scheidsrechter: C. Ruperti |
| 27 oktober 2021 20:00 uur |                         |               |                                                            | Stadion: Sportpark De Hoge Bomen, Naaldwijk Toeschouwers: 2.437 Scheidsrechter: C. Ruperti |
|                           |                         |               |                                                            |                                                                                            |

|                           |                                                 |               |               |                                                                                  |
| 27 oktober 2021 21:00 uur | FC Groningen                                    | 4 – 0 (3 – 0) | Helmond Sport | Stadion: Euroborg, Groningen Toeschouwers: 8.440 Scheidsrechter: E. van de Graaf |
| 27 oktober 2021 21:00 uur | Postema 19', 37' Irandust 21' Strand Larsen 54' |               |               | Stadion: Euroborg, Groningen Toeschouwers: 8.440 Scheidsrechter: E. van de Graaf |
| 27 oktober 2021 21:00 uur |                                                 |               |               | Stadion: Euroborg, Groningen Toeschouwers: 8.440 Scheidsrechter: E. van de Graaf |
| 27 oktober 2021 21:00 uur |                                                 |               |               | Stadion: Euroborg, Groningen Toeschouwers: 8.440 Scheidsrechter: E. van de Graaf |
|                           |                                                 |               |               |                                                                                  |

|                           |                 |                                                                           |            |                                                                                             |
| 28 oktober 2021 18:45 uur | Ajax (amateurs) | 0 – 5 (0 – 3)                                                             | SC Cambuur | Stadion: Sportpark De Toekomst, Duivendrecht Toeschouwers: 337 Scheidsrechter: R. Vereijken |
| 28 oktober 2021 18:45 uur |                 | 22' (e.d.) Flemming 35' Krastev 38' Schouten 58' (e.d.) Smal 74' Doodeman |            | Stadion: Sportpark De Toekomst, Duivendrecht Toeschouwers: 337 Scheidsrechter: R. Vereijken |
| 28 oktober 2021 18:45 uur |                 |                                                                           |            | Stadion: Sportpark De Toekomst, Duivendrecht Toeschouwers: 337 Scheidsrechter: R. Vereijken |
| 28 oktober 2021 18:45 uur |                 |                                                                           |            | Stadion: Sportpark De Toekomst, Duivendrecht Toeschouwers: 337 Scheidsrechter: R. Vereijken |
|                           |                 |                                                                           |            |                                                                                             |

|                           |                                         |               |           |                                                                                       |
| 28 oktober 2021 21:00 uur | RKC Waalwijk                            | 3 – 0 (1 – 0) | Willem II | Stadion: Mandemakers Stadion, Waalwijk Toeschouwers: 4.940 Scheidsrechter: B. Nijhuis |
| 28 oktober 2021 21:00 uur | Bel Hassani 20' Stokkers 49' Bakari 71' |               |           | Stadion: Mandemakers Stadion, Waalwijk Toeschouwers: 4.940 Scheidsrechter: B. Nijhuis |
| 28 oktober 2021 21:00 uur |                                         |               |           | Stadion: Mandemakers Stadion, Waalwijk Toeschouwers: 4.940 Scheidsrechter: B. Nijhuis |
| 28 oktober 2021 21:00 uur |                                         |               |           | Stadion: Mandemakers Stadion, Waalwijk Toeschouwers: 4.940 Scheidsrechter: B. Nijhuis |
|                           |                                         |               |           |                                                                                       |

#### Tweede ronde
Ajax, AZ, Feyenoord, PSV en Vitesse stroomden deze ronde in omdat ze zich gekwalificeerd hebben voor de groepsfase van een Europees clubtoernooi. De loting in de ESPN-studio werd op 30 oktober 2021 verricht door Peter Wesselink (trainer van DVS'33 uit Ermelo) en Eric Meijers (trainer van SV Spakenburg). De wedstrijden van de eerste ronde vonden plaats op 14, 15 en 16 december 2021.
|                            |                                        |               |                     |                                                                                   |
| 14 december 2021 18:00 uur | ADO Den Haag                           | 4 – 2 (1 – 1) | Gemert              | Stadion: Cars Jeans Stadion, Den Haag Toeschouwers: 0 Scheidsrechter: R. Hensgens |
| 14 december 2021 18:00 uur | Elia 45' Seedorf 68' Verheydt 76', 80' |               | 38', 53' Den Dekker | Stadion: Cars Jeans Stadion, Den Haag Toeschouwers: 0 Scheidsrechter: R. Hensgens |
| 14 december 2021 18:00 uur |                                        |               |                     | Stadion: Cars Jeans Stadion, Den Haag Toeschouwers: 0 Scheidsrechter: R. Hensgens |
| 14 december 2021 18:00 uur |                                        |               |                     | Stadion: Cars Jeans Stadion, Den Haag Toeschouwers: 0 Scheidsrechter: R. Hensgens |
|                            |                                        |               |                     |                                                                                   |

|                            |                                               |               |                |                                                                            |
| 14 december 2021 18:00 uur | PEC Zwolle                                    | 4 – 0 (2 – 0) | MVV Maastricht | Stadion: MAC³PARK stadion, Zwolle Toeschouwers: 0 Scheidsrechter: E. Blank |
| 14 december 2021 18:00 uur | Voet 14' Van den Berg 20' Adžić 68' Tedić 70' |               |                | Stadion: MAC³PARK stadion, Zwolle Toeschouwers: 0 Scheidsrechter: E. Blank |
| 14 december 2021 18:00 uur |                                               |               |                | Stadion: MAC³PARK stadion, Zwolle Toeschouwers: 0 Scheidsrechter: E. Blank |
| 14 december 2021 18:00 uur |                                               |               |                | Stadion: MAC³PARK stadion, Zwolle Toeschouwers: 0 Scheidsrechter: E. Blank |
|                            |                                               |               |                |                                                                            |

|                            |          |               |                     |                                                                               |
| 14 december 2021 20:00 uur | FC Emmen | 0 – 1 (0 – 0) | Excelsior Maassluis | Stadion: De Oude Meerdijk, Emmen Toeschouwers: 0 Scheidsrechter: R. Vereijken |
| 14 december 2021 20:00 uur |          | 81' Wennekers |                     | Stadion: De Oude Meerdijk, Emmen Toeschouwers: 0 Scheidsrechter: R. Vereijken |
| 14 december 2021 20:00 uur |          |               |                     | Stadion: De Oude Meerdijk, Emmen Toeschouwers: 0 Scheidsrechter: R. Vereijken |
| 14 december 2021 20:00 uur |          |               |                     | Stadion: De Oude Meerdijk, Emmen Toeschouwers: 0 Scheidsrechter: R. Vereijken |
|                            |          |               |                     |                                                                               |

|                            |                              |               |                                                                    |                                                                                 |
| 14 december 2021 21:00 uur | NAC Breda                    | 3 – 2 (0 – 1) | FC Utrecht                                                         | Stadion: Rat Verlegh Stadion, Breda Toeschouwers: 0 Scheidsrechter: A. Lindhout |
| 14 december 2021 21:00 uur | Haye 55', 70' Kotzebue 90+2' |               | 28' (pen.) Dalmau 34' Van der Hoorn 81' Van der Hoorn 86' Douvikas | Stadion: Rat Verlegh Stadion, Breda Toeschouwers: 0 Scheidsrechter: A. Lindhout |
| 14 december 2021 21:00 uur |                              |               |                                                                    | Stadion: Rat Verlegh Stadion, Breda Toeschouwers: 0 Scheidsrechter: A. Lindhout |
| 14 december 2021 21:00 uur |                              |               |                                                                    | Stadion: Rat Verlegh Stadion, Breda Toeschouwers: 0 Scheidsrechter: A. Lindhout |
|                            |                              |               |                                                                    |                                                                                 |

|                            |                                                                   |                           |                                                          |                                                                              |
| 14 december 2021 21:00 uur | Telstar                                                           | 5 – 3 (3 – 3, 2 – 1) n.v. | SV Spakenburg                                            | Stadion: BUKO Stadion, Velsen-Zuid Toeschouwers: 0 Scheidsrechter: L. Timmer |
| 14 december 2021 21:00 uur | Zakir 24' Van Velzen 38' Blackson 48' Molenaar 97' Fernandes 114' |                           | 36', 68' Van der Linden 78' Van Zundert 61', 99' Amakodo | Stadion: BUKO Stadion, Velsen-Zuid Toeschouwers: 0 Scheidsrechter: L. Timmer |
| 14 december 2021 21:00 uur |                                                                   |                           |                                                          | Stadion: BUKO Stadion, Velsen-Zuid Toeschouwers: 0 Scheidsrechter: L. Timmer |
| 14 december 2021 21:00 uur |                                                                   |                           |                                                          | Stadion: BUKO Stadion, Velsen-Zuid Toeschouwers: 0 Scheidsrechter: L. Timmer |
|                            |                                                                   |                           |                                                          |                                                                              |

|                            |                                          |               |                 |                                                                           |
| 15 december 2021 18:00 uur | AZ                                       | 4 – 1 (2 – 1) | Heracles Almelo | Stadion: AFAS Stadion, Alkmaar Toeschouwers: 0 Scheidsrechter: R. Martens |
| 15 december 2021 18:00 uur | Pavlidis 2' Karlsson 39', 76' Barası 84' |               | 44' Başacıkoğlu | Stadion: AFAS Stadion, Alkmaar Toeschouwers: 0 Scheidsrechter: R. Martens |
| 15 december 2021 18:00 uur |                                          |               |                 | Stadion: AFAS Stadion, Alkmaar Toeschouwers: 0 Scheidsrechter: R. Martens |
| 15 december 2021 18:00 uur |                                          |               |                 | Stadion: AFAS Stadion, Alkmaar Toeschouwers: 0 Scheidsrechter: R. Martens |
|                            |                                          |               |                 |                                                                           |

|                            |                         |                           |             |                                                                                  |
| 15 december 2021 18:00 uur | FC Twente               | 2 – 1 (1 – 1, 0 – 0) n.v. | Feyenoord   | Stadion: De Grolsch Veste, Enschede Toeschouwers: 0 Scheidsrechter: S. Gözübüyük |
| 15 december 2021 18:00 uur | Troupée 79' Ugalde 114' |                           | 47' Dessers | Stadion: De Grolsch Veste, Enschede Toeschouwers: 0 Scheidsrechter: S. Gözübüyük |
| 15 december 2021 18:00 uur |                         |                           |             | Stadion: De Grolsch Veste, Enschede Toeschouwers: 0 Scheidsrechter: S. Gözübüyük |
| 15 december 2021 18:00 uur |                         |                           |             | Stadion: De Grolsch Veste, Enschede Toeschouwers: 0 Scheidsrechter: S. Gözübüyük |
|                            |                         |                           |             |                                                                                  |

|                            |                |                                                     |              |                                                                                  |
| 15 december 2021 18:00 uur | Harkemase Boys | 0 – 5 (0 – 2)                                       | RKC Waalwijk | Stadion: Sportpark De Bosk, Harkema Toeschouwers: 0 Scheidsrechter: L. Cantineau |
| 15 december 2021 18:00 uur |                | 41' Oukili 43', 63' Stokkers 88' Lutonda 89' Bakari |              | Stadion: Sportpark De Bosk, Harkema Toeschouwers: 0 Scheidsrechter: L. Cantineau |
| 15 december 2021 18:00 uur |                |                                                     |              | Stadion: Sportpark De Bosk, Harkema Toeschouwers: 0 Scheidsrechter: L. Cantineau |
| 15 december 2021 18:00 uur |                |                                                     |              | Stadion: Sportpark De Bosk, Harkema Toeschouwers: 0 Scheidsrechter: L. Cantineau |
|                            |                |                                                     |              |                                                                                  |

|                            |                      |               |                       |                                                                         |
| 15 december 2021 18:00 uur | Vitesse              | 2 – 1 (1 – 1) | Sparta Rotterdam      | Stadion: GelreDome, Arnhem Toeschouwers: 0 Scheidsrechter: R. Dieperink |
| 15 december 2021 18:00 uur | Frederiksen 42', 80' |               | 33' (pen.) Van Crooij | Stadion: GelreDome, Arnhem Toeschouwers: 0 Scheidsrechter: R. Dieperink |
| 15 december 2021 18:00 uur |                      |               |                       | Stadion: GelreDome, Arnhem Toeschouwers: 0 Scheidsrechter: R. Dieperink |
| 15 december 2021 18:00 uur |                      |               |                       | Stadion: GelreDome, Arnhem Toeschouwers: 0 Scheidsrechter: R. Dieperink |
|                            |                      |               |                       |                                                                         |

|                            |                        |                           |                                                              |                                                                                              |
| 15 december 2021 20:00 uur | Excelsior              | 2 – 4 (2 – 2, 1 – 1) n.v. | FC Groningen                                                 | Stadion: Van Donge & De Roo Stadion, Rotterdam Toeschouwers: 0 Scheidsrechter: P. van Boekel |
| 15 december 2021 20:00 uur | Niemeijer 23' Baas 70' |                           | 45+1' Ngonge 85' (pen.) El Hankouri 111', 115' Strand Larsen | Stadion: Van Donge & De Roo Stadion, Rotterdam Toeschouwers: 0 Scheidsrechter: P. van Boekel |
| 15 december 2021 20:00 uur |                        |                           |                                                              | Stadion: Van Donge & De Roo Stadion, Rotterdam Toeschouwers: 0 Scheidsrechter: P. van Boekel |
| 15 december 2021 20:00 uur |                        |                           |                                                              | Stadion: Van Donge & De Roo Stadion, Rotterdam Toeschouwers: 0 Scheidsrechter: P. van Boekel |
|                            |                        |                           |                                                              |                                                                                              |

|                            |                                                       |               |             |                                                                                  |
| 15 december 2021 21:00 uur | Ajax                                                  | 4 – 0 (2 – 0) | Barendrecht | Stadion: Johan Cruijff ArenA, Amsterdam Toeschouwers: 0 Scheidsrechter: J. Kooij |
| 15 december 2021 21:00 uur | Taylor 10' Danilo 12' (pen.), 49' Hlynsson 89' (pen.) |               |             | Stadion: Johan Cruijff ArenA, Amsterdam Toeschouwers: 0 Scheidsrechter: J. Kooij |
| 15 december 2021 21:00 uur |                                                       |               |             | Stadion: Johan Cruijff ArenA, Amsterdam Toeschouwers: 0 Scheidsrechter: J. Kooij |
| 15 december 2021 21:00 uur |                                                       |               |             | Stadion: Johan Cruijff ArenA, Amsterdam Toeschouwers: 0 Scheidsrechter: J. Kooij |
|                            |                                                       |               |             |                                                                                  |

|                            |                 |               |                  |                                                                                |
| 15 december 2021 21:00 uur | Go Ahead Eagles | 2 – 0 (2 – 0) | Roda JC Kerkrade | Stadion: De Adelaarshorst, Deventer Toeschouwers: 0 Scheidsrechter: B. Nijhuis |
| 15 december 2021 21:00 uur | Lidberg 5', 29' |               |                  | Stadion: De Adelaarshorst, Deventer Toeschouwers: 0 Scheidsrechter: B. Nijhuis |
| 15 december 2021 21:00 uur |                 |               |                  | Stadion: De Adelaarshorst, Deventer Toeschouwers: 0 Scheidsrechter: B. Nijhuis |
| 15 december 2021 21:00 uur |                 |               |                  | Stadion: De Adelaarshorst, Deventer Toeschouwers: 0 Scheidsrechter: B. Nijhuis |
|                            |                 |               |                  |                                                                                |

|                            |               |               |                 |                                                                                        |
| 15 december 2021 21:00 uur | PSV           | 2 – 0 (1 – 0) | Fortuna Sittard | Stadion: Philips Stadion, Eindhoven Toeschouwers: 0 Scheidsrechter: M. van den Kerkhof |
| 15 december 2021 21:00 uur | Doan 28', 62' |               |                 | Stadion: Philips Stadion, Eindhoven Toeschouwers: 0 Scheidsrechter: M. van den Kerkhof |
| 15 december 2021 21:00 uur |               |               |                 | Stadion: Philips Stadion, Eindhoven Toeschouwers: 0 Scheidsrechter: M. van den Kerkhof |
| 15 december 2021 21:00 uur |               |               |                 | Stadion: Philips Stadion, Eindhoven Toeschouwers: 0 Scheidsrechter: M. van den Kerkhof |
|                            |               |               |                 |                                                                                        |

|                            |              |               |                             |                                                                                     |
| 16 december 2021 18:00 uur | SC Cambuur   | 1 – 2 (0 – 2) | N.E.C.                      | Stadion: Cambuurstadion, Leeuwarden Toeschouwers: 0 Scheidsrechter: E. van de Graaf |
| 16 december 2021 18:00 uur | Hendriks 57' |               | 2' (e.d.) Gullit 41' Proper | Stadion: Cambuurstadion, Leeuwarden Toeschouwers: 0 Scheidsrechter: E. van de Graaf |
| 16 december 2021 18:00 uur |              |               |                             | Stadion: Cambuurstadion, Leeuwarden Toeschouwers: 0 Scheidsrechter: E. van de Graaf |
| 16 december 2021 18:00 uur |              |               |                             | Stadion: Cambuurstadion, Leeuwarden Toeschouwers: 0 Scheidsrechter: E. van de Graaf |
|                            |              |               |                             |                                                                                     |

|                            |               |                        |                |                                                                                        |
| 16 december 2021 20:00 uur | Achilles Veen | 0 – 2 (0 – 1)          | DVS '33 Ermelo | Stadion: Sportpark De Hanen Weide, Veen Toeschouwers: 0 Scheidsrechter: M. Eijgelsheim |
| 16 december 2021 20:00 uur |               | 6' Van Hilten 48' Akla |                | Stadion: Sportpark De Hanen Weide, Veen Toeschouwers: 0 Scheidsrechter: M. Eijgelsheim |
| 16 december 2021 20:00 uur |               |                        |                | Stadion: Sportpark De Hanen Weide, Veen Toeschouwers: 0 Scheidsrechter: M. Eijgelsheim |
| 16 december 2021 20:00 uur |               |                        |                | Stadion: Sportpark De Hanen Weide, Veen Toeschouwers: 0 Scheidsrechter: M. Eijgelsheim |
|                            |               |                        |                |                                                                                        |

|                            |                            |               |             |                                                                                       |
| 16 december 2021 21:00 uur | sc Heerenveen              | 2 – 0 (0 – 0) | De Treffers | Stadion: Abe Lenstra Stadion, Heerenveen Toeschouwers: 0 Scheidsrechter: M. Nagtegaal |
| 16 december 2021 21:00 uur | De Jong 74' J. Veerman 88' |               |             | Stadion: Abe Lenstra Stadion, Heerenveen Toeschouwers: 0 Scheidsrechter: M. Nagtegaal |
| 16 december 2021 21:00 uur |                            |               |             | Stadion: Abe Lenstra Stadion, Heerenveen Toeschouwers: 0 Scheidsrechter: M. Nagtegaal |
| 16 december 2021 21:00 uur |                            |               |             | Stadion: Abe Lenstra Stadion, Heerenveen Toeschouwers: 0 Scheidsrechter: M. Nagtegaal |
|                            |                            |               |             |                                                                                       |

#### Achtste finales
De wedstrijden van de achtste finales vinden plaats op 18, 19 en 20 januari 2022. De loting hiervoor werd op zaterdag 18 december 2021 verricht in de ESPN-studio door Ralf Seuntjens, speler van NAC Breda. Ditmaal werd er ook nog 'doorgeloot' voor de kwartfinales, daarbij werd bekendgemaakt welke clubs thuis zullen spelen tijdens deze kwartfinales. Deze loting werd verricht door Paul Bosvelt, technisch directeur van Go Ahead Eagles.
|                           |                                      |                           |                                  |                                                                                           |
| 18 januari 2022 18:45 uur | RKC Waalwijk                         | 4 – 2 (1 – 2, 2 – 2) n.v. | ADO Den Haag                     | Stadion: Mandemakers Stadion, Waalwijk Toeschouwers: 0 Scheidsrechter: M. van den Kerkhof |
| 18 januari 2022 18:45 uur | Kuijpers 18' Odgaard 75', 105', 116' |                           | 26' (e.d.) El Maach 41' Verheydt | Stadion: Mandemakers Stadion, Waalwijk Toeschouwers: 0 Scheidsrechter: M. van den Kerkhof |
| 18 januari 2022 18:45 uur |                                      |                           |                                  | Stadion: Mandemakers Stadion, Waalwijk Toeschouwers: 0 Scheidsrechter: M. van den Kerkhof |
| 18 januari 2022 18:45 uur |                                      |                           |                                  | Stadion: Mandemakers Stadion, Waalwijk Toeschouwers: 0 Scheidsrechter: M. van den Kerkhof |
|                           |                                      |                           |                                  |                                                                                           |

|                           |                        |               |                |                                                                       |
| 18 januari 2022 20:00 uur | Vitesse                | 2 – 0 (1 – 0) | DVS '33 Ermelo | Stadion: GelreDome, Arnhem Toeschouwers: 0 Scheidsrechter: C. Ruperti |
| 18 januari 2022 20:00 uur | Huisman 22' Openda 57' |               |                | Stadion: GelreDome, Arnhem Toeschouwers: 0 Scheidsrechter: C. Ruperti |
| 18 januari 2022 20:00 uur |                        |               |                | Stadion: GelreDome, Arnhem Toeschouwers: 0 Scheidsrechter: C. Ruperti |
| 18 januari 2022 20:00 uur |                        |               |                | Stadion: GelreDome, Arnhem Toeschouwers: 0 Scheidsrechter: C. Ruperti |
|                           |                        |               |                |                                                                       |

|                           |               |               |                 |                                                                                          |
| 18 januari 2022 21:00 uur | sc Heerenveen | 0 – 1 (0 – 1) | Go Ahead Eagles | Stadion: Abe Lenstra Stadion, Heerenveen Toeschouwers: 0 Scheidsrechter: E. van de Graaf |
| 18 januari 2022 21:00 uur |               | 15' Córdoba   |                 | Stadion: Abe Lenstra Stadion, Heerenveen Toeschouwers: 0 Scheidsrechter: E. van de Graaf |
| 18 januari 2022 21:00 uur |               |               |                 | Stadion: Abe Lenstra Stadion, Heerenveen Toeschouwers: 0 Scheidsrechter: E. van de Graaf |
| 18 januari 2022 21:00 uur |               |               |                 | Stadion: Abe Lenstra Stadion, Heerenveen Toeschouwers: 0 Scheidsrechter: E. van de Graaf |
|                           |               |               |                 |                                                                                          |

|                           |                |               |                         |                                                                          |
| 19 januari 2022 18:45 uur | FC Groningen   | 1 – 2 (1 – 1) | N.E.C.                  | Stadion: Euroborg, Groningen Toeschouwers: 0 Scheidsrechter: J. Manschot |
| 19 januari 2022 18:45 uur | De Leeuw 45+1' |               | 10' Verdonk 48' Duelund | Stadion: Euroborg, Groningen Toeschouwers: 0 Scheidsrechter: J. Manschot |
| 19 januari 2022 18:45 uur |                |               |                         | Stadion: Euroborg, Groningen Toeschouwers: 0 Scheidsrechter: J. Manschot |
| 19 januari 2022 18:45 uur |                |               |                         | Stadion: Euroborg, Groningen Toeschouwers: 0 Scheidsrechter: J. Manschot |
|                           |                |               |                         |                                                                          |

|                           |                         |               |            |                                                                               |
| 19 januari 2022 20:00 uur | NAC Breda               | 2 – 1 (1 – 1) | PEC Zwolle | Stadion: Rat Verlegh Stadion, Breda Toeschouwers: 0 Scheidsrechter: D. Higler |
| 19 januari 2022 20:00 uur | Bannis 13' De Rooij 84' |               | 5' Saymak  | Stadion: Rat Verlegh Stadion, Breda Toeschouwers: 0 Scheidsrechter: D. Higler |
| 19 januari 2022 20:00 uur |                         |               |            | Stadion: Rat Verlegh Stadion, Breda Toeschouwers: 0 Scheidsrechter: D. Higler |
| 19 januari 2022 20:00 uur |                         |               |            | Stadion: Rat Verlegh Stadion, Breda Toeschouwers: 0 Scheidsrechter: D. Higler |
|                           |                         |               |            |                                                                               |

|                           |                            |               |                                     |                                                                                  |
| 19 januari 2022 21:00 uur | FC Twente                  | 1 – 2 (0 – 0) | AZ                                  | Stadion: De Grolsch Veste, Enschede Toeschouwers: 0 Scheidsrechter: S. Gözübüyük |
| 19 januari 2022 21:00 uur | Van Wolfswinkel 48' (pen.) |               | 63' (e.d.) Pleguezuelo 82' Pavlidis | Stadion: De Grolsch Veste, Enschede Toeschouwers: 0 Scheidsrechter: S. Gözübüyük |
| 19 januari 2022 21:00 uur |                            |               |                                     | Stadion: De Grolsch Veste, Enschede Toeschouwers: 0 Scheidsrechter: S. Gözübüyük |
| 19 januari 2022 21:00 uur |                            |               |                                     | Stadion: De Grolsch Veste, Enschede Toeschouwers: 0 Scheidsrechter: S. Gözübüyük |
|                           |                            |               |                                     |                                                                                  |

|                           |                       |               |           |                                                                                  |
| 20 januari 2022 18:45 uur | PSV                   | 2 – 1 (1 – 1) | Telstar   | Stadion: Philips Stadion, Eindhoven Toeschouwers: 0 Scheidsrechter: R. Dieperink |
| 20 januari 2022 18:45 uur | Bruma 32' Veerman 61' |               | 17' Aktas | Stadion: Philips Stadion, Eindhoven Toeschouwers: 0 Scheidsrechter: R. Dieperink |
| 20 januari 2022 18:45 uur |                       |               |           | Stadion: Philips Stadion, Eindhoven Toeschouwers: 0 Scheidsrechter: R. Dieperink |
| 20 januari 2022 18:45 uur |                       |               |           | Stadion: Philips Stadion, Eindhoven Toeschouwers: 0 Scheidsrechter: R. Dieperink |
|                           |                       |               |           |                                                                                  |

|                           |                                                                                        |               |                     |                                                                                         |
| 20 januari 2022 21:00 uur | Ajax                                                                                   | 9 – 0 (5 – 0) | Excelsior Maassluis | Stadion: Johan Cruijff ArenA, Amsterdam Toeschouwers: 0 Scheidsrechter: S. van der Eijk |
| 20 januari 2022 21:00 uur | Tagliafico 4' Danilo 21' (pen.), 26', 37', 54' Regeer 41' Hlynsson 64' Daramy 66', 83' |               |                     | Stadion: Johan Cruijff ArenA, Amsterdam Toeschouwers: 0 Scheidsrechter: S. van der Eijk |
| 20 januari 2022 21:00 uur |                                                                                        |               |                     | Stadion: Johan Cruijff ArenA, Amsterdam Toeschouwers: 0 Scheidsrechter: S. van der Eijk |
| 20 januari 2022 21:00 uur |                                                                                        |               |                     | Stadion: Johan Cruijff ArenA, Amsterdam Toeschouwers: 0 Scheidsrechter: S. van der Eijk |
|                           |                                                                                        |               |                     |                                                                                         |

#### Kwartfinales
De wedstrijden van de kwartfinales vinden plaats op 8, 9 en 10 februari 2022. De loting voor deze kwartfinales was in tweeën gedeeld. Het eerste gedeelte werd op zaterdag 18 december 2021 verricht in de ESPN-studio door Ralf Seuntjens, speler van NAC Breda. Het tweede gedeelte werd op zaterdag 22 januari 2022 verricht in dezelfde studio. Vanaf deze ronde wordt er gebruikgemaakt van een video-assistent (VAR) en een assistent videoscheidsrechter (AVAR).
|                           |                                     |               |           | |
| 8 februari 2022 19:00 uur | PSV                                 | 4 – 0 (3 – 0) | NAC Breda | Stadion: Philips Stadion, Eindhoven Toeschouwers: 12.500 Scheidsrechter: M. van den Kerkhof Video-assistent: J. Manschot AVAR: J. van Dongen |
| 8 februari 2022 19:00 uur | Madueke 8' Götze 28', 40' Gakpo 79' | Verslag       |           | Stadion: Philips Stadion, Eindhoven Toeschouwers: 12.500 Scheidsrechter: M. van den Kerkhof Video-assistent: J. Manschot AVAR: J. van Dongen |
| 8 februari 2022 19:00 uur |                                     |               |           | Stadion: Philips Stadion, Eindhoven Toeschouwers: 12.500 Scheidsrechter: M. van den Kerkhof Video-assistent: J. Manschot AVAR: J. van Dongen |
| 8 februari 2022 19:00 uur |                                     |               |           | Stadion: Philips Stadion, Eindhoven Toeschouwers: 12.500 Scheidsrechter: M. van den Kerkhof Video-assistent: J. Manschot AVAR: J. van Dongen |
|                           |                                     |               |           | |

|                           |                                           |               |         | |
| 9 februari 2022 19:00 uur | Ajax                                      | 5 – 0 (2 – 0) | Vitesse | Stadion: Johan Cruijff ArenA, Amsterdam Toeschouwers: 15.403 Scheidsrechter: B. Nijhuis Video-assistent: J. Kooij AVAR: F. Vandeursen |
| 9 februari 2022 19:00 uur | Antony 17', 61' Haller 30', 46' Tadić 51' | Verslag       |         | Stadion: Johan Cruijff ArenA, Amsterdam Toeschouwers: 15.403 Scheidsrechter: B. Nijhuis Video-assistent: J. Kooij AVAR: F. Vandeursen |
| 9 februari 2022 19:00 uur |                                           |               |         | Stadion: Johan Cruijff ArenA, Amsterdam Toeschouwers: 15.403 Scheidsrechter: B. Nijhuis Video-assistent: J. Kooij AVAR: F. Vandeursen |
| 9 februari 2022 19:00 uur |                                           |               |         | Stadion: Johan Cruijff ArenA, Amsterdam Toeschouwers: 15.403 Scheidsrechter: B. Nijhuis Video-assistent: J. Kooij AVAR: F. Vandeursen |
|                           |                                           |               |         | |

|                           |              |               |                                                          | |
| 9 februari 2022 19:00 uur | RKC Waalwijk | 0 – 4 (0 – 3) | AZ                                                       | Stadion: Mandemakers Stadion, Waalwijk Toeschouwers: 1.543 Scheidsrechter: E. van de Graaf Video-assistent: S. Gözübüyük AVAR: S. de Groot |
| 9 februari 2022 19:00 uur |              | Verslag       | 8' De Wit 23' Pavlidis 33' (pen.) Karlsson 71' Aboukhlal | Stadion: Mandemakers Stadion, Waalwijk Toeschouwers: 1.543 Scheidsrechter: E. van de Graaf Video-assistent: S. Gözübüyük AVAR: S. de Groot |
| 9 februari 2022 19:00 uur |              |               |                                                          | Stadion: Mandemakers Stadion, Waalwijk Toeschouwers: 1.543 Scheidsrechter: E. van de Graaf Video-assistent: S. Gözübüyük AVAR: S. de Groot |
| 9 februari 2022 19:00 uur |              |               |                                                          | Stadion: Mandemakers Stadion, Waalwijk Toeschouwers: 1.543 Scheidsrechter: E. van de Graaf Video-assistent: S. Gözübüyük AVAR: S. de Groot |
|                           |              |               |                                                          | |

|                            |        |               |                               | |
| 10 februari 2022 19:00 uur | N.E.C. | 0 – 2 (0 – 2) | Go Ahead Eagles               | Stadion: Goffertstadion, Nijmegen Toeschouwers: 4.350 Scheidsrechter: D. Makkelie Video-assistent: R. Dieperink AVAR: E. Koopman |
| 10 februari 2022 19:00 uur |        | Verslag       | 18' (pen.) Brouwers 26' Botos | Stadion: Goffertstadion, Nijmegen Toeschouwers: 4.350 Scheidsrechter: D. Makkelie Video-assistent: R. Dieperink AVAR: E. Koopman |
| 10 februari 2022 19:00 uur |        |               |                               | Stadion: Goffertstadion, Nijmegen Toeschouwers: 4.350 Scheidsrechter: D. Makkelie Video-assistent: R. Dieperink AVAR: E. Koopman |
| 10 februari 2022 19:00 uur |        |               |                               | Stadion: Goffertstadion, Nijmegen Toeschouwers: 4.350 Scheidsrechter: D. Makkelie Video-assistent: R. Dieperink AVAR: E. Koopman |
|                            |        |               |                               | |

#### Halve finales
De wedstrijden van de halve finales vinden plaats op 2 en 3 maart 2022. De loting was in twee delen opgedeeld. Het eerste gedeelte werd op zaterdag 22 januari 2022 verricht in de ESPN-studio door Ralf Seuntjens. Tijdens deze loting werden de thuisspelende clubs bekendgemaakt. Het tweede gedeelte werd op zaterdag 12 februari 2022 verricht door Stijn Vreven in dezelfde studio; daarmee werden de uitspelende clubs bepaald. De winnaar van de wedstrijd tussen Go Ahead Eagles en PSV werd als 'thuisspelende' club bij de finale in De Kuip benoemd.
|                        |                          |               |                        | |
| 2 maart 2022 20:00 uur | Go Ahead Eagles          | 1 – 2 (1 – 1) | PSV                    | Stadion: De Adelaarshorst, Deventer Toeschouwers: 9.924 Scheidsrechter: P. van Boekel Video-assistent: D. Higler AVAR: F. Vandeursen |
| 2 maart 2022 20:00 uur | Córdoba 36' Kramer 45+2' | Verslag       | 43' Zahavi 69' Veerman | Stadion: De Adelaarshorst, Deventer Toeschouwers: 9.924 Scheidsrechter: P. van Boekel Video-assistent: D. Higler AVAR: F. Vandeursen |
| 2 maart 2022 20:00 uur |                          |               |                        | Stadion: De Adelaarshorst, Deventer Toeschouwers: 9.924 Scheidsrechter: P. van Boekel Video-assistent: D. Higler AVAR: F. Vandeursen |
| 2 maart 2022 20:00 uur |                          |               |                        | Stadion: De Adelaarshorst, Deventer Toeschouwers: 9.924 Scheidsrechter: P. van Boekel Video-assistent: D. Higler AVAR: F. Vandeursen |
|                        |                          |               |                        | |

|                        |    |               |                           | |
| 3 maart 2022 20:00 uur | AZ | 0 – 2 (0 – 1) | Ajax                      | Stadion: AFAS Stadion, Alkmaar Toeschouwers: 15.802 Scheidsrechter: S. Gözübüyük Video-assistent: A. Lindhout AVAR: R. de Nas |
| 3 maart 2022 20:00 uur |    | Verslag       | 11' Berghuis 89' Klaassen | Stadion: AFAS Stadion, Alkmaar Toeschouwers: 15.802 Scheidsrechter: S. Gözübüyük Video-assistent: A. Lindhout AVAR: R. de Nas |
| 3 maart 2022 20:00 uur |    |               |                           | Stadion: AFAS Stadion, Alkmaar Toeschouwers: 15.802 Scheidsrechter: S. Gözübüyük Video-assistent: A. Lindhout AVAR: R. de Nas |
| 3 maart 2022 20:00 uur |    |               |                           | Stadion: AFAS Stadion, Alkmaar Toeschouwers: 15.802 Scheidsrechter: S. Gözübüyük Video-assistent: A. Lindhout AVAR: R. de Nas |
|                        |    |               |                           | |

#### Finale
|                         |                         |               |                 | |
| 17 april 2022 18:00 uur | PSV                     | 2 – 1 (0 – 1) | Ajax            | Stadion: De Kuip, Rotterdam Toeschouwers: 47.500 Scheidsrechter: Makkelie Assistenten: Steegstra Assistenten: De Vries Vierde official: Kooij Video-assistent: Higler AVAR: Zeinstra |
| 17 april 2022 18:00 uur | Gutiérrez 48' Gakpo 50' | Verslag       | 23' Gravenberch | Stadion: De Kuip, Rotterdam Toeschouwers: 47.500 Scheidsrechter: Makkelie Assistenten: Steegstra Assistenten: De Vries Vierde official: Kooij Video-assistent: Higler AVAR: Zeinstra |
| 17 april 2022 18:00 uur |                         |               |                 | Stadion: De Kuip, Rotterdam Toeschouwers: 47.500 Scheidsrechter: Makkelie Assistenten: Steegstra Assistenten: De Vries Vierde official: Kooij Video-assistent: Higler AVAR: Zeinstra |
| 17 april 2022 18:00 uur |                         |               |                 | Stadion: De Kuip, Rotterdam Toeschouwers: 47.500 Scheidsrechter: Makkelie Assistenten: Steegstra Assistenten: De Vries Vierde official: Kooij Video-assistent: Higler AVAR: Zeinstra |
|                         |                         |               |                 | |